# فدراسیون ملی تیراندازی با کمان ارمنستان

فدراسیون تیراندازی با کمان جمهوری ارمنستان (ارمنی: Հայաստանի նետաձգության ազգային ֆեդերացիա) که با نام فدراسیون تیراندازی با کمان ارمنستان نیز شناخته می‌شود، نهاد تنظیم‌کننده ورزش تیراندازی با کمان در ارمنستان می‌باشد که توسط کمیته المپیک ارمنستان اداره می‌شود و مقر آن در شهر ایروان واقع شده است.

## تاریخچه
این فدراسیون در سال ۱۹۹۳ میلادی تأسیس شد و ریاست فعلی آن را نازیک آمیریان برعهده دارد. این فدراسیون عضو کامل فدراسیون جهانی تیراندازی با کمان و en:World Archery Europe می‌باشد.
تیراندازان با کمان ارمنستانی در مسابقات قهرمانی در سطوح مختلف اروپایی و بین‌المللی از جمله در مسابقات قهرمانی جهانی و بازی‌های المپیک تابستانی شرکت می‌کنند.
بین سال‌های ۲۰۱۰ تا ۲۰۱۱، این فدراسیون دو رقابت متوالی تیراندازی با کمان در سطح اروپایی را در ارمنستان میزبانی و سازماندهی کرد.